# Cobaloides
Cobaloides là một chi bướm ngày thuộc họ Bướm nâu.